# Nelken für die Freiheit
Nelken für die Freiheit (Originaltitel: Capitães de Abril) ist ein portugiesischer Film aus dem Jahr 2000, der zur Zeit der Nelkenrevolution 1974 spielt.

## Handlung
Als in der Nacht zum 25. April 1974 das verbotene Lied Grândola, Vila Morena im Radio ertönt, ist dies das Erkennungszeichen für die zum Putsch bereiten Teile der Armee zum Eingreifen. Der Umsturz nimmt seinen Lauf und beendet das Regime des Estado Novo und mittelbar den Portugiesischen Kolonialkrieg. Der Film erzählt die unblutige „Revolution der Hauptmänner (capitães)“ in verschiedenen zusammenlaufenden Erzählsträngen, indem er sowohl die entscheidenden Persönlichkeiten als auch einfache Menschen und Intellektuelle begleitet.

## Rezeption
Der Film ist der erste Kinofilm, der sich anschaulich darstellend der Nelkenrevolution annimmt. Er ist das Regiedebüt von Maria de Medeiros, die auch eine der Hauptrollen verkörpert. Sie bringt die Umstände des Umsturzes näher, indem sie historische Ereignisse zeigt und geschickt mit fiktiven Geschichten verbindet. Der Film geht dabei nicht zu sehr in historische Details oder die soziale und politische Herleitung der Geschehnisse. Er erhält sich den narrativen Schwung sowie die Zugänglichkeit für ein an Unterhaltungsfilme gewöhntes Publikum. Die Kritik lobte den Film für das flüssige Verweben der verschiedenen Erzählstränge, die Kamera sowie die gelungene Atmosphäre. Die Leistungen der Schauspieler fanden ebenso Lob wie die Filmmusik, die von Medeiros’ Vater António Victorino de Almeida komponiert und dessen Titelthema von der Gruppe Madredeus vorgetragen wurde.
Der Film gewann einige Preise; als einer unter den zehn meistgesehenen portugiesischen Filmen zwischen 1980 und 2001 war er ein Publikumserfolg.

„Der beeindruckende Debütfilm der Schauspielerin Maria de Madeiros stellt die ersten 24 Stunden nach Beginn des Putsches ins Zentrum und spiegelt die Entwicklung anhand dreier exemplarischer Personen, wobei den vergessenen Helden der Revolution ein Denkmal gesetzt wird. Überzeugende Darsteller und historische Genauigkeit tragen zum Gelingen des etwas zu lang geratenen Films bei.“